# Ратко Стоиљковић
Ратко Стоиљковић (Гњилане, 1941), српски је књижевник, издавач и културни радник.

## Биографија
Дипломирао је српски језик и књижевност на Вишој школи у Гњилану и апсолвирао на Филолошком факултету Универзитета у Београду југословенску и светску књижевност.
Радио је као просветни радник и новинар, стални дописник приштинског листа „Јединство“ (1972−1982).
Био је секретар Културно-просветне заједнице општине Гњилана (1985−1987. и 1990−1993), секретар КПЗ Косовског Поморавља (1999−2001), директор Биоскопа у Гњилану (1987−1990 и 1996−1999), в.д. директор Дома културе у Гњилану (1993−1996).
Оснивач је српске редакције Радио Гњилана. Радио је као уредник, новинар и спикер редакције.
У свом раду бави се културним наслеђем и културом сећања у домену културног и друштвеног стваралаштва Срба са простора Косова и Метохије.
Сакупљао је усмено и друго књижевно наслеђе Срба Косова и Метохије.
Добитник је Вукове награде 2022. године.

## Дела
- Горње Кусце: ономастичка и друга разматрања, 2008.[4]
- Преобликовање српског етничког простора у Косовском поморављу: (1999-2009), 2010.[5]
- Легенде и предања косовског поморавља, 2013.[6]
- Кад је Гњилане горело: (мартовско насиље 2004. године) : убиства, масакрирања, демолирање, уништавање цркава и имовине, паљење кућа и аутомобила, прогони[7]